# Ніжинська гімназія вищих наук
Ніжинська гімназія вищих наук князя Безбородька — навчальний заклад, заснований в Ніжині 1820 року. 

## Історія
Заснована в Ніжині 1820 року братами О.Безбородьком та І.Безбородьком на їхні кошти як навчальний заклад університетського типу. На запрошення міністра внутрішніх справ Російської імперії графа В.Кочубея проект будинку гімназії розробив архітектор Л. Руска. Будівництво (з 1808 по 1818 рік) велося кріпаками, які належали І.Безбородьку, під керівництвом архітектора 12-го рангу І. де Лукіні. Крім надання місця й саду, було витрачено 1 275 681 рубль 27 копійок.
Гімназія відкрита 17 вересня 1820, та  її статут затверджено лише 19 лютого 1825 року. Попечителем став Олександр Кушелєв-Безбородько, онук Іллі Безбородька. 
Директорів призначав імператор. Ними були Василь Кукольник (1820–21), І.Орлай (1821–26), Д.Яновський (1827–35). 
Ніжинська гімназія була навчальним закладом закритого типу для привілейованих верств — дворян, духовенства і вихідців з офіцерських сімей. Тут студенти навчалися і проживали в окремому пансіоні. На кошти засновників навчалися 27 осіб, а інші сплачували 1 тис. руб. щорічно. З 1821 почали приймати й «вільноприходящих» студентів, котрі наймали помешкання в місті.
Штат викладачів складався зі старших і молодших професорів та учителів, число яких коливалося від 7 до 19. Статут гімназії визначав 9-річний термін навчання, який поділявся на 3 періоди: 1) нижчий курс, 2) середній курс, 3) вищий курс. Студенти вивчали мови і словесності — російську, латинську, грецьку, французьку; географію та історію; науки фізико-математичні, політичні, військові; танці, малювання і креслення та Закон Божий. Значне місце посідали суспільні й, особливо, юридичні науки — логіка, початкові основи моральної філософії і природного права, основи заг. народного права і державного господарства, коротка історія римського законодавства й права, російське цивільне і кримінальне право. Студентів не переводили до вищого класу без знання лат., нім. і франц. мов. Заняття проходили у формі 2-годинних лекцій. Екзамени відбувалися в кінці року і були 2-х видів: приватні (індивідуальні) і публічні. Основним критерієм знань із предметів був результат приватного екзамену. Він відбувався в присутності всіх професорів під керівництвом директора. На цих екзаменах визначалися гімназисти, які мали право виступати на публічних екзаменах, що проводилися в присутності не лише всіх викладачів, а й гостей, вищого міського керівництва, знаті, родичів. Імена найкращих студентів заносилися до спец. книги, на якій були вибиті слова: «Liber honoris».
У червні 1824 в приміщенні гімназії було відкрито й освячено Свято-Олександрівську церкву. Діяв аматорський театр. Була велика бібліотека, в якій 1830 року налічувалося 12 374 книги, серед них — старовинні книги, рукописи XVI-XIX ст., кодекси, статути, літописи. Повний курс навчання пройшло 105 осіб.
1826–1830 проходило слідство у «справі про вільнодумство» над викладачами Ф.Зінгером, М.Бєлоусовим, К.Шапалинським, І.Ландражи. За викладання курсів із залученням наукових праць європейських авторів їх було звинувачено в політичному і релігійному вільнодумстві. У результаті вони були звільнені та взяті під поліцейський нагляд. По завершенні «справи про вільнодумство» надійшов наказ міністра народної освіти не набирати до молодшого класу нових учнів. 
Ніжинська гімназія була реорганізована у 1832 році у Фізико-математичний ліцей кн. Безбородька (1832–40) — вищий загальноосвітній заклад, що готував технічні та офіцерські артилерійські кадри. З цього часу директорів призначав міністр народної освіти. З 1835 по 1840 директором був Х.Екеблад.
Навчання спочатку проходило в специфічних умовах — паралельно проводилися заняття в гімназійних і ліцейських класах. Гімназійні класи поступово закривалися, хоча існували до 1837. 20 жовтня 1832 російський імператор Микола I затвердив статут ліцею за зразком Демидовського Ярославського ліцею. Заклад підпорядковувався Київському навчальному округові. Приймалися переважно діти дворян Чернігівської губернії та Полтавської губернії. На кошти засновників навчалися 24 студенти, які проживали в пансіоні. Ті, хто навчався на власний кошт, теж мали право мешкати тут за повну платню. Навчання тривало 3 роки. Ліцеїсти вивчали класичну й прикладну математику, фізику, хімію і технологію, природничу історію, рос. словесність, заг. і рос. історію та статистику, нім. і франц. мови й словесності, Закон Божий. Двічі на рік робилися «роздухи» (перерви) в навчанні: з 1 червня по 22 липня та з 20 грудня по 12 січня. Випускники отримували чин 14-го класу згідно з Табелем про ранги 1722, а для отримання офіцерського звання діяли ті ж правила, що і для студентів ун-ту. За короткий час існування ліцею було здійснено 8 випусків, його закінчило 150 осіб. 
1840 року Фізико-математичний ліцей було реорганізовано в Ніжинський юридичний ліцей кн. Безбородька (1840–75). У ньому готувались юристи-практики: судді, слідчі, нотаріуси. Повний курс був 3-річний і поділявся на 6 семестрів. Окрім енциклопедії законодавства, у ліцеї не викладався жодний теоретичний курс із галузі правознавства. Викладацький склад формувався переважно з випускників Київського університету. Серед них — М.Бунге, І.Максимович, Я.Ціммерман, М.Затиркевич, П.Даневський. Вихованці, які закінчували курс навчання з відмінними успіхами, отримували право на чин 12-го класу при вступі на цивільну службу, а ті, хто на «добре», — право на чин 14-го класу.
При ліцеї була відкрита класична гімназія, яка готувала молодь до вступу в ліцей та інші навчальні заклади. Вона розміщувалася в ліцейському приміщенні й утримувалася на суму 5828 руб. на рік. Керівництво було спільне з ліцейським. У зв'язку з 25-річчям Ніжинської вищої школи О. Кушелєв-Безбородько подарував ліцею картинну галерею, яка складалася із 175 картин майстрів провідних художників європейських шкіл. За час існування ліцею його директорами були: Х.Екеблад (1840–55), М. М. Могилянський (1855–56), Є.Стеблін-Камінський (1856–66), Є.Гудима (1866–69), М.Чалий (1869–75).
Останнім почесним попечителем з роду Безбородьків був Г. Кушелєв-Безбородько, який після смерті батька 1855 перейняв це звання. Він зробив кілька пожертвувань для ліцею: купив у родичів М.Гоголя для бібліотеки рукописи письменника і 32 його листи до М.Прокоповича, а також замовив петербурзьким художникам написати копії портретів О.Кушелєва-Безбородька, М.Гоголя, Н. Кукольника (дві останні збереглися й демонструються в картинній галереї ун-ту).
У зв'язку з нестачею коштів 1863 в ліцеї закрили пансіон. Попечитель планував закрити ліцей. Однак після судової реформи 1864 в Російській імперії виникла потреба в підготовлених юристах, і ліцей ще проіснував до 1875 року. З 1873 почесним попечителем став граф О.Мусін-Пушкін. Він збільшив фінансування на утримання студентів та зарплату викладачам.
У трьох видозмінених навчальних закладах було підготовлено бл. 1 тис. спеціалістів різних профілів. 
У 1875 році замість юридичного ліцею був відкритий Ніжинський історико-філологічний інститут князя Безбородька.

## Випускники
Випускниками Ніжинської гімназії були відомі письменники М. Гоголь, Є. Гребінка, М. Білевич, М. Прокопович, К. Базилі, художники А. Мокрицький, А. Горонович, Я. де Бальмен, меценат В. Тарновський, фольклорист П. Лукашевич, інженер М. Миклуха.
Серед відомих випускників ліцею (1832–40) — інженери й вчені в галузі буд-ва та залізничної справи П.Собко і Д.Журавський, письменник і етнограф О.Афанасьєв-Чужбинський, етнографи, фольклористи та письменники брати К.Сементовський, О.Сементовський і М.Сементовський, батько відомого природознавця і мандрівника М.Миклухо-Маклая — М.Миклухо-Маклай, генерал-лейтенант В.Каталей, полк. К.Фрейнд.
Випускниками ліцею були відомі поети М.Гербель, Л.Глібов, Ф.Богушевич, В. Любич-Романович.
- Ааронський Микола Вікторович — революціонер